# Carinodes epicus
Carinodes epicus là một loài tò vò trong họ Ichneumonidae.